# Dicyphus epilobii
Dicyphus epilobii is een wants uit de familie van de blindwantsen (Miridae). De soort werd het eerst wetenschappelijk beschreven door Odo Reuter in 1883.

## Uiterlijk
Deze 4 tot 5 mm lange, smalle geelgroene wants is altijd langvleugelig (macropteer). De voorvleugels zijn nagenoeg doorzichtig met donkere vlekken in de hoek van het corium en van de cuneus. De antennes zijn bruingeel maar het eerste segment is rood met lichte uiteinden. Hierin verschilt de soort van de sterk gelijkende Dicyphus errans, die een zwart eerste antennesegment heeft. Dicyphus epilobii lijkt ook erg op Dicyphus bolivari en die is bovendien op dezelfde waardplant te vinden. Bij D. bolivari is de onderkant van het borststuk, net achter het eerste pootpaar, echter zwart, waar het bij D. epilobii egaal groen is.

## Leefwijze
De soort overwintert als eitje en kent twee generaties per jaar. De volgroeide dieren kunnen van mei tot oktober op natte voedselrijke bodem gevonden worden waar de waardplant, het harig wilgenroosje (Epilobium hirsutum) groeit. Naast het sap van deze
plant eet de wants ook kleine insecten.

## Leefgebied
De wants leeft op oevers en moerassige plekken en komt voor in het Palearctisch gebied. De soort is in Nederland niet zeldzaam.